# Грозненский торгово-промышленный бюллетень
«Грозненский торгово-промышленный бюллетень» — частная еженедельная газета, издававшаяся в Грозном в 1902—1905 годах на русском языке. Первая газета Чечни. Бюллетень был посвящён торгово-промышленным вопросам Терской области.

## Описание

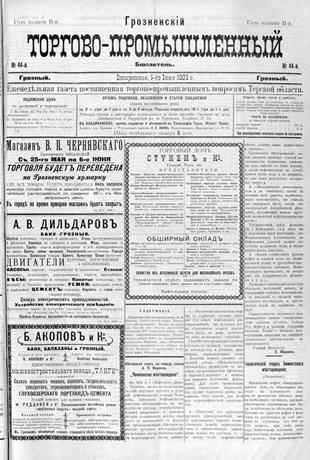
Выпуск 1903 года, № 44 (1 июня).

Имелся отдел по нефтяному делу, еженедельное прибавление телеграфного агентства и объявления. Редактором газеты был горный инженер Е. М. Юшкин. Евгений Юшкин был автором ряда первых работ по истории грозненской нефтяной промышленности. В 1920-е годы он консультировал органы Госплана по проектированию развития отрасли на Кавказе. 
Являлось специализированным изданием, рассчитанным на предпринимателей и фабрикантов. Оно отражало состояние горного и фабрично-заводского дела в Терской области. В газете освещалась организация промыслового и заводского дела в Грозном, деятельность прочих отраслей промышленности в Терской области. Последний выпуск газеты № 141 вышел 10 апреля 1905 года.